# Полуденная пушка (Гонконг)

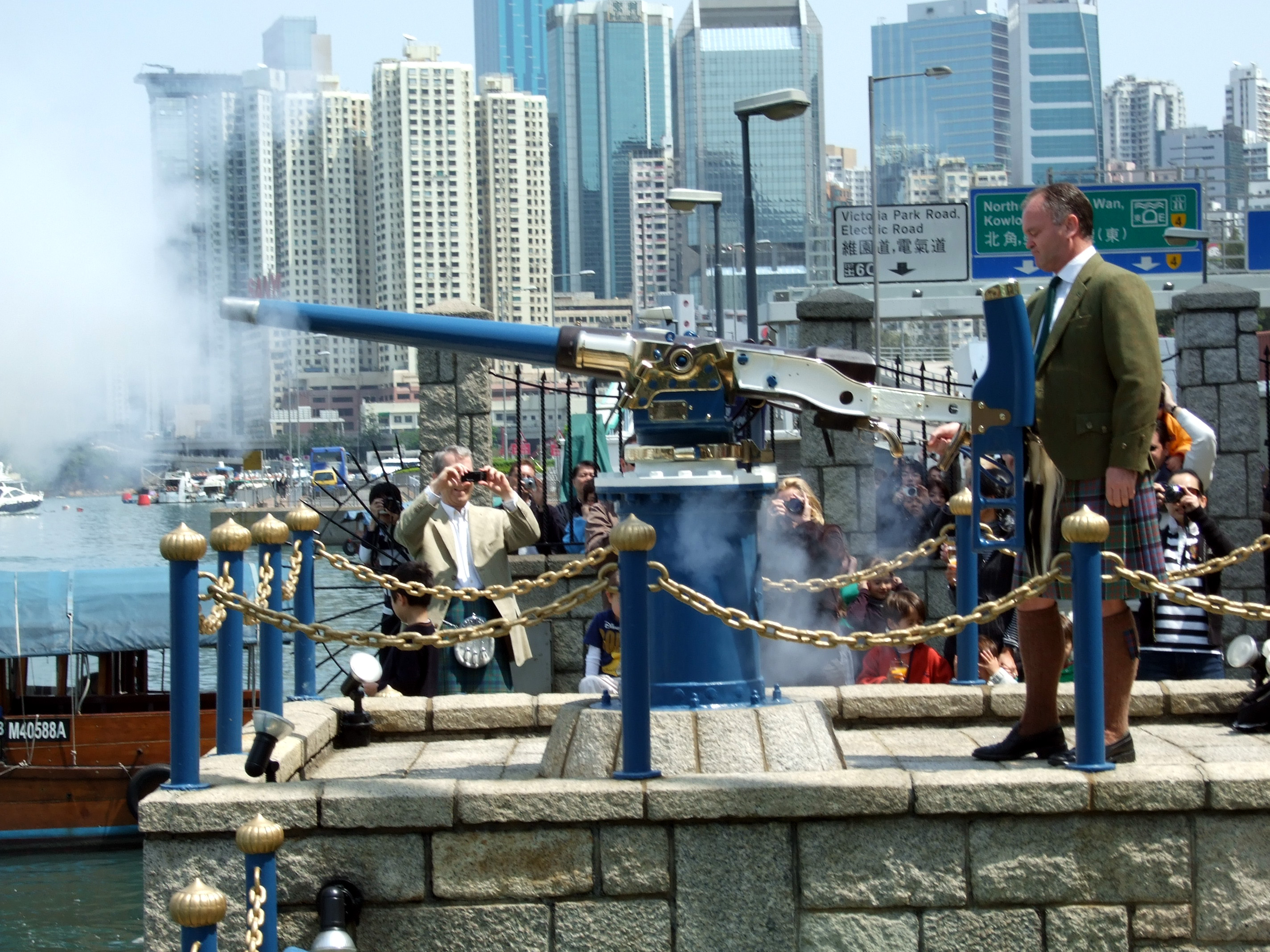
Полуденный выстрел

«Полу́денная пу́шка» (англ. Noonday Gun) — туристическая достопримечательность Гонконга, расположенная в районе Козуэй-Бей. Ежедневно пушка холостым выстрелом извещает о наступлении полудня. Пушка находится в собственности компании «Jardine Matheson» и обслуживается её персоналом.

## История
Место, где расположена «Полуденная пушка», некогда называлось Ист-Пойнт. Ист-Пойнт был первым участком земли, который был выставлен колониальной администрацией на публичный аукцион в 1841 году. Земля была куплена компанией «Jardine Matheson». В настоящее время старое название «Ист-Пойнт» не используется ввиду заметных изменений в ландшафте, вызванных мелиоративными работами. Теперь этот район называется Козуэй-Бей.
Традиция производить полуденный выстрел берёт начало со случая, произошедшего в 1860-х годах. В то время на Ист-Пойнт находились склады и конторские здания «Джардин Матисон». Всякий раз, когда морем прибывал кто-нибудь из высокопоставленных чиновников компании, охрана приветствовала его пушечным салютом. Однажды это возмутило британского морского офицера, недавно прибывшего в Гонконг и не знавшего местных обычаев. Его возмущение объяснялось тем, что в Королевском флоте было принято салютовать официальным лицам и старшим офицерам. В итоге компанию в качестве штрафной санкции обязали отныне и навечно ежедневно стрелять в полдень.
В 1941 году во время оккупации Гонконга японцами пушка была демонтирована и впоследствии утрачена. В 1945 году британские войска вернулись в Гонконг, позднее Королевский флот передал компании «Джардин Матисон» новую пушку — 6-фунтовое морское орудие. 1 июля 1947 года традиция полуденных выстрелов возобновилась. Новая пушка оказалась слишком громкой, и в 1961 году её заменили менее мощной 3-фунтовой пушкой системы Гочкиса, успевшей принять участие в Ютландском сражении.